# Криденер, Фёдор Николаевич
Барон Фёдор Николаевич Криденер (1841—1898) — генерал-майор, командир 1-й отдельной кавалерийской бригады.

## Биография
Родился 6 октября 1841 года, происходил из баронского рода Лифляндской губернии. Образование получил в 1-м кадетском корпусе, по окончании которого 16 июня 1859 года выпущен подпоручиком в Кексгольмский гренадерский полк.
2 ноября 1861 года прикомандирован к лейб-гвардии Уланскому полку «для испытания по службе», 5 июня 1862 года зачислен в этот полк и 16 июня переименован в корнеты. Принимал участие в подавлении восстания в Польше 1863—1864 годов, 15 ноября 1863 года был награждён орденом св. Анны 4-й степени «за отличную храбрость и мужество, оказанные при атаке и преследовании конной шайки польских мятежников, под начальством Доллена и Реклицкого, 13 августа 1863 года, близ м. Симно».
30 августа 1866 года произведён в поручики. Далее Криденер прошёл курс наук в Николаевской академии Генерального штаба и 3 апреля 1870 года за успехи в науках был произведён в штабс-ротмистры. 25 июня того же года, по окончании курса, он получил чин капитана с причислением к Генеральному штабу и назначением старшим адъютантом штаба 1-й гвардейской пехотной дивизии. 15 апреля 1875 года произведён в подполковники.
В 1877—1878 годах, в качестве начальника штаба 3-й гвардейской пехотной дивизии, принимал участие в русско-турецкой войне на Балканском театре. 3 июля 1877 года под Никополем командовал отдельным отрядом из 5-й и 4-й сотен 34-го Донского казачьего полка с четырьмя орудиями 2-й Донской казачьей батареи и произвёл весьма удачный поиск по берегу Дуная, прекративший попытки турецких отрядов выбраться этим путём из осаждённого Никополя. За боевые отличия в этой кампании Криденер в 1878 году был произведён в полковники (со старшинством от 19 декабря 1877 года) и награждён орденом св. Владимира 4-й степени с мечами и бантом, также он получил золотое оружие с надписью «За храбрость».
В 1881 году был прикомандирован к лейб-гвардии Его Величества Уланскому полку, в котором командовал дивизионом.
14 июня 1883 года Криденер был назначен командиром 14-го драгунского Литовского полка, а 21 сентября 1891 года, будучи произведён в генерал-майоры, получил в командование 2-ю бригаду 14-й кавалерийской дивизии. 15 сентября 1895 года назначен командиром 1-й отдельной кавалерийской бригады. На службе числился по май 1898 года, в том же году скончался.
В 1895 году в Варшаве был опубликован сделанный Ф. Н. Криденером перевод книги прусского генерала К. цу Гогенлоэ-Ингельфингена «Беседы о коннице».
Среди прочих наград барон Криденер имел ордена:
- Орден Святой Анны 4-й степени (15 ноября 1863 года)
- Орден Святой Анны 3-й степени (1871 год)
- Орден Святого Станислава 2-й степени (1873 год)
- Орден Святого Владимира 4-й степени с мечами и бантом (1878 год)
- Золотое оружие «За храбрость» (1878 год)
- Орден Святого Владимира 3-й степени (1881 год)
- Орден Святого Станислава 1-й степени (1895 год)